# Gymnechinus epistichus
Espèce
Gymnechinus epistichus est une espèce d'oursin tropical de la famille des Toxopneustidae.

## Description
C'est un petit oursin (jusqu'à 3 cm de diamètre), régulier (malgré son anus légèrement excentré), de forme aplatie, dont tout le corps est recouvert de radioles (piquants) de longueur uniforme. Celles-ci sont généralement claires (de beige à brun clair), avec la pointe souvent plus claire ; le test nu est violet avec des tubercules blancs alignés et des aires ambulacraires blanchâtres. Il doit son nom à sa membrane péristomiale presque totalement nue.

## Habitat et répartition
Cet oursin vit dans la partie tropicale du bassin indo-pacifique, notamment dans les lagons des récifs de corail de la région malaise et jusqu'à l'Australie et la Nouvelle-Calédonie. On le rencontre à partir d'une quinzaine de mètres de profondeur (parfois moins), et jusqu'à 30 m de fond, principalement sur les fonds sablo-vaseux riches en gravier coquiller.

## Écologie et comportement
Comme de nombreux Toxopneustidae, cette espèce a pour habitude de se dissimuler sous des coquilles vides, des algues et des débris minéraux pendant la journée, qu'ils portent au-dessus d'eux au moyen de leurs podia.
La reproduction est gonochorique, et mâles et femelles relâchent leurs gamètes en même temps en pleine eau, où œufs puis larves vont évoluer parmi le plancton pendant quelques semaines avant de se fixer.

## Publication originale
- Clark, 1912 : Hawaiian and other Pacific Echini. The Pedinidae, Phymosomatidae, Stomopneustidae, Echinidae, Temnopleuridae, Strongylocentrotidae and Echinometridae. Memoirs of the Museum of Comparative Zoology, vol. 34, no 4, p. 213-393 (texte intégral).